# Маринатос, Спиридон
Спиридо́н Никола́у Марина́тос (греч. Σπυρίδων Νικολάου Μαρινάτος, 4 ноября 1901, Ликсури — 1 октября 1974, Санторини) — один из ведущих греческих археологов XX века.

## Биография
В 1939 году в одном из английских научных журналов опубликовал статью «Вулканические разрушения минойского Крита», в которой высказал гипотезу о причинах упадка и гибели минойской цивилизации. Согласно ей, критские дворцы и поселения были уничтожены мощным цунами, возникшем после извержения вулкана Санторини на острове Тира (1627 г. до н. э.) и последовавшего за ним землетрясения. Последствия усугубились за счёт огромного количества выпавшего вулканического пепла. Позднее извержения повторялись и последнее (ок. 1470 г. до н. э) окончательно погубило минойскую культуру. Произошедшие природные катастрофы нашли своё отражение в мифе о Девкалионовом потопе. Эта гипотеза считается наиболее правдоподобной, хотя есть и другие. Возможно, виновниками катастрофы были греки-ахейцы, вторгшиеся на Крит из материковой Греции (вероятно, с Пелопоннеса).
Самое важное открытие Маринатоса: Акротири — минойский портовый город на острове Фера (Тера, Тира), входящем в группу островов вулканического происхождения Санторини (архипелаг Киклады). Город-порт был разрушен, но в то же время «законсервирован» в результате извержения Санторини. Акротири — крупнейшее из обнаруженных минойское поселение вне острова Крит. Маринатос начал эту работу в 1967 году и погиб на месте раскопок в 1974 в результате несчастного случая (обвал сводов пещеры).
К концу жизни, во времена правления «чёрных полковников» Маринатос, придерживавшийся националистических взглядов, возглавил археологическую службу Греции.
Его близкие контакты с лидерами хунты, в частности с Георгиосом Пападопулосом обеспечили ему поддержку властей, но в научных кругах породили сплетни вокруг его фигуры. После смещения Пападопулоса Димитриосом Иоаннидисом Маринатос тоже был уволен.
Наиболее значительные труды Спиридона Маринатоса: «Крит и Микены» (1959), «Жизнь и искусство древней Феры» (1972).
Дочь Урания (Нанно) Маринатос — также известный археолог, специализируется в изучении минойской религии и иконографии.

## Археологические исследования

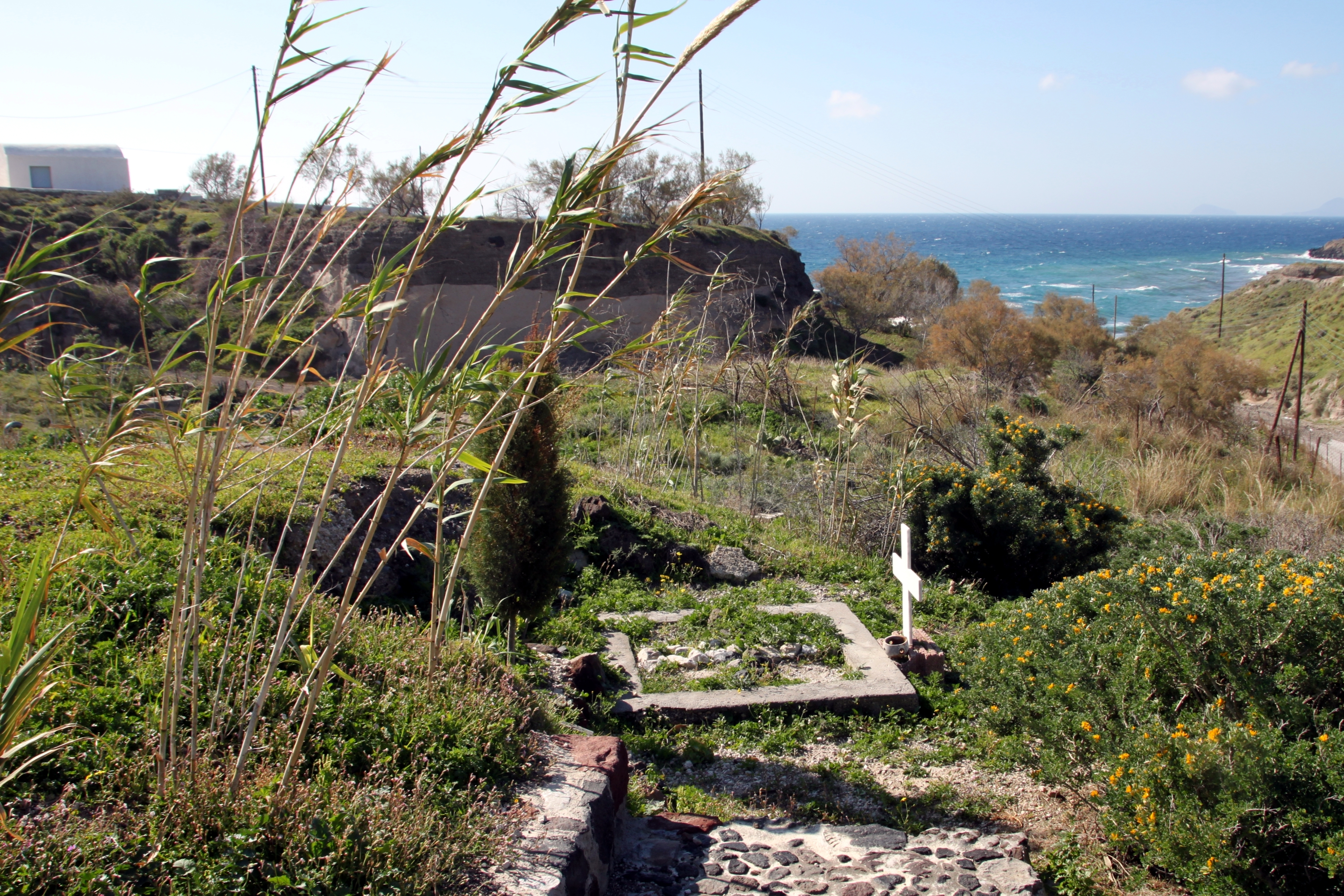
Могила Спиридона Маринатоса на раскопках Акротири на острове Санторини

Спиридон Маринатос известен своими археологическими исследованиями:
- Амнис
- Санторини
- Ватипетро

## Публикации
- Μαρινάτος Σπ.: «Επιγραφή εις Βριτομάρπιν εκ Χερσονήσου», ΑΔ 9, 1924.
- Μαρινάτος Σπ.: «Γοργόνες — Γοργόνεια», ΑΕ 1927—1928, 7-41
- Μαρινάτος Σπ.: «Ευμάθιος ο Φιλοκαλής, τελευταίος στρατηγός του βυζαντινού θέματος της Κρήτης», ΕΕΒΣ 7, 1930.
- Μαρινάτος Σπ.: «ΑΙ ΠΕΡΙΦΗΜΟΙ ΚΡΗΤΙΚΑΙ ΚΥΝΕΣ ΤΗΣ ΑΡΧΑΙΟΤΗΤΟΣ», Περιοδικό Κυνηγετικά Νέα, Μάρτιος 1933.
- Μαρινάτος Σπ.: «Παγκαλοχώρι», ΑΔ 15, (1933-35).
- Μαρινάτος Σπ.: «The Volcanic Destruction on Minoan Crete», Antiquity 425:39, 1939.
- Μαρινάτος Σπ.: «Περί τους νέους βασιλικούς τάφους των Μυκηνών», Γέρας Αντωνίου Κεραμοπούλλου, Αθήνα 1953.
- Μαρινάτος Σπ.: «Θερμοπύλαι», Αθήνα 1955
- Μαρινάτος Σπ.: «Εργασίαι εν Βαθυπέτρω, Αρχάναις και Ιδαίω Άντρω», ΠΑΕ 1956, 223—225.
- Marinatos Sp.: «Kleidung, Haar und Barttracht», ArchHom I,A,B, 1967.
- Μαρινάτος Σπ.: «ΑΝΑΣΚΑΦΑΙ ΜΑΡΑΘΩΝΟΣ», Πρακτικά της Εν Αθήναις Αρχαιολογικής Εταιρείας, 1970.
- Μαρινάτος Σπ.: «ΜΑΡΑΘΩΝ», Πρακτικά της Εν Αθήναις Αρχαιολογικής Εταιρείας, 1971.
- Μαρινάτος Σπ.: «Θησαυροί της Θήρας», Έκδοση Εμπορικής Τράπεζας της Ελλάδος, Αθήνα 1972
- Marinatos Sp., Hirmer M.: «Kreta, Thera und das Mykenische Hellas», München 1973
- Μαρινάτος Σπ.: «Ανασκαφαί Θήρας VI» (1972), Αρχαιολογική Εταιρεία, Αθήνα 1974.
- Μαρινάτος Σπ.: «Ανασκαφαί Θήρας VII» (1973), Αρχαιολογική Εταιρεία, Αθήνα 1976.